# Пеле (мифология)
Пеле́ (гав. Pele) — богиня вулканов, огня и сильного ветра в гавайской религии.

## История
Полинезийское божество. Упоминается также в мифологии острова Таити под именем Пере (англ. Pere), легенды о которой появились, предположительно, с первыми европейскими колонистами и миссионерами.
Согласно представлениям гавайцев, Пеле была дочерью богини Хаумеа и её супруга Моэмоэ. Родилась в стране под названием Кахики (возможно, Таити), расположенной к югу от Гавайских островов. Имела восемь сестёр и пять братьев.

## Гавайские легенды о Пеле
В одной из гавайских легенд рассказывается о длительном плавании богини Пеле в поисках новой земли на своём каноэ Хонуа-иа-кеа (Honua-i'a-kea). Доплыв до Гавайских островов, Пеле несколько раз безуспешно пыталась найти место для дома своей семьи. Каждый раз, когда она начинала копать землю, её смывало водой и семья была вынуждена продолжить поиски. Так, согласно представлениям древних гавайцев, на архипелаге появились многочисленные вулканические кратеры, в том числе, Дайамонд-Хед, Коко, Макапуу, а также Килауэа на острове Гавайи, где Пеле в конце концов и поселилась.
С именем богини связано и возникновение известного гавайского танца хула. Согласно мифу, однажды, прогуливаясь со своей свитой, Пеле увидела Хопоэ и Хаэна, друзей своей младшей сестры Хииака, которые исполняли красивый танец. Впоследствии Пеле попросила своих сестёр повторить танец, однако это никому не удалось сделать, кроме Хииака. С тех пор Хииака стала покровительницей танца хула, а все песни с мольбой с тех пор назывались либо в её честь, либо в честь Пеле.
Пеле и её сестра Хииака упоминаются ещё в одной легенде, на этот раз повествующей об их соперничестве. В легенде рассказывается о том, как однажды дух богини Пеле, погрузившейся в глубокий сон, отправился на остров Кауаи, где встретил вождя Лохиау. Полюбив смертного, Пеле решила отправить за ним своих сестёр, однако все, кроме Хииака, отказались. Наделив сестру сверхъестественными силами, Пеле велела ей вернуться через 40 дней и не дотрагиваться до возлюбленного. Однако обратный путь оказался для Хииака очень трудным, так как гавайские духи сильно противились связям между богиней Пеле и смертным Лохиау. Поэтому сестре не удалось уложиться в отведённые ей 40 дней. Разозлившаяся Пеле, посчитавшая, что Хииака соблазнила её возлюбленного, убила её друга Хопоэ. Тем временем, Хииака действительно полюбила Лохиау. Вернувшись домой и узнав об убийстве Хопоэ, сестра, в конце концов, решила обмануть Пеле. Хииака обняла Лохиау, чем сильно разозлила Пеле. Богиня излила на них лаву и огонь, убив Лохиау. Однако Хииаке удалось выжить благодаря своим сверхъестественным силам и спасти дух смертного вождя. Впоследствии она воскресила его и стала его женой.
Однако Пеле не была всё время одинокой. Согласно гавайским легендам, она вскоре полюбила полубога Камапуа, от которого родила Опелунуикаухаалило, который стал прародителем всех гавайских вождей.

## Культ и суеверия
Вплоть до конца XIX века гавайцы глубоко почитали Пеле, преподнося ей многочисленные жертвоприношения, а сама богиня якобы не раз встречалась людям в виде красивой девушки.
В настоящее время «подарки» Пеле приносят к действующим на острове Гавайи вулканам и активным потокам лавы.
Гавайцы традиционно считают, что они должны жить в гармонии со всеми природными созданиями, поэтому не рекомендуют собирать лаву в качестве сувениров. Каждый год большое количество лавы отправляется обратно на Гавайи людьми, которые верят, что стали невезучими после того, как привезли её домой.

## Связанные названия

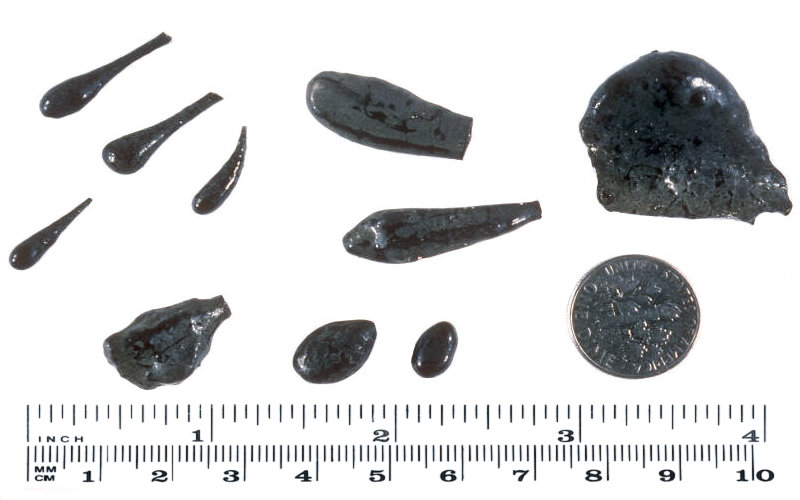
«Слёзы Пеле» — капли лавы

В 1979 году в честь Пеле был назван активный вулкан Пеле на спутнике Юпитера Ио.
В вулканологии используют термины:
- слёзы Пеле;
- волосы Пеле;
- водоросли Пеле.